# Creación de masa
La creación de masa  es la conversión de partículas subatómicas  en otras partículas más masivas. Si las partículas iniciales carecen de masa, este proceso es inverso temporal de la aniquilación de pares. La creación de masa es posible gracias a la equivalencia entre masa y energía, aunque estrictamente siempre satisface el principio de conservación de la energía en su forma relativista.
Ya que todas las partículas sin masa conocidas son bosones y las que sí la tienen son fermiones, usualmente este proceso es considerado de conversión de 2 bosones (p.e. fotones en 2 fermiones, más exactamente un fermión y un antifermión; p.e. un par electrón-positrón). El requerimiento de que sean creados un fermión y antifermión es consecuencia de la conservación del número leptónico.

## Producción de un par de electrón-positrón
Por las leyes de conservación del momento lineal y de conservación de la energía, la creación de un par de fermiones no puede darse a partir de un único fotón. No obstante, la creación de materia permite, por las leyes de conservación del momento, que en presencia de otra partícula (que podría ser otro fotón u otro bosón o incluso un fermión) puede compartir el impulso del fotón. Por lo tanto, la materia puede ser creada a partir de dos fotones, por ejemplo en el proceso de aniquilación inversa. En ese caso, la ecuación de conservación de energía para la creación de un par electrón-positrón es:

(1){\displaystyle h\nu _{1}+h\nu _{2}=2{\frac {m_{e}c^{2}}{\sqrt {1-v^{2}/c^{2}}}}}

La ley de la conservación de la energía (1) implica que se requiere una energía mínima del fotón para la creación de un par de fermiones: esta acumulación de energía debe ser mayor que el resto de la energía total de los fermiones creados.

{\displaystyle E_{\min }=h\nu _{1}\geq m_{e}c^{2}}

Para crear un par electrón-positrón el total de energía de los fotones debe ser al menos 2mec2 = 2×0.511 MeV = 1.022 MeV (me es la masa de un electrón y c es la velocidad de la luz en el vacío), un valor de energía que corresponda a fotones de rayos gamma blandos. La creación de pares mucho más masivos, como un protón y un antiprotón, requiere fotones con energía de más de 1.88 GeV (fotones de rayos gamma duros).
Los primeros cálculos de producción de pares de e+/e- en colisiones fotón-fotón fueron realizados por Lev Landau en 1934. Esto predijo que el proceso de la creación de pares de e+/e- (vía colisión de fotones) domina en las colisiones de partículas ultrarelativistas cargadas - porque esos fotones son irradiados en estrechos conos en la dirección del movimiento original de las partículas que incrementan el flujo de fotones.
En las colisiones de partículas de alta energía, los eventos de creación de materia han producido una gran cantidad de especies exóticas de partículas masivas que al precipitar colisionan con chorros de fotones.
Actualmente, la física de 2-fotones estudia, teórica y experimentalmente, la creación de varios pares de fermiones (usando acelerador de partículas, isótopos radioactivos, etc.).
Como se ha indicado anteriormente, para producir materia bariónica ordinaria se necesita un fotón de un gas. Este gas no debe tener muy alta densidad fotónica, pero también debe ser muy caliente - la energía (temperatura) de los fotones deben obviamente exceder la masa de energía en reposo dado los pares de partículas masivas. El umbral de temperatura de producción de electrones es cerca de los 1010 kelvin, 1013 K por protones y neutrones, etc.
En el universo temprano (véase Big Bang) fotones y fermiones (partículas masivas de la materia) se interconvertían libremente. Como fotón de gas expandido y frío, algunos fermiones fueron dejados de lado (en extremadamente pequeñas cantidades ~10−10) porque los fotones de baja energía no podían separarse muy lejos - y esa es la materia que vemos ahora en el universo.